# Destino (semanario)
Destino fue un semanario fundado en Burgos en 1937, durante la guerra civil española, que reunió a la intelectualidad catalana afín al bando sublevado. Acabada la contienda pasó a publicarse en Barcelona, donde progresivamente fue acercándose a posiciones más liberales. Cesó en 1980.

## Historia
Fundado en Burgos en mayo de 1937 por Xavier de Salas y José María Fontana Tarrats. Sirvió como órgano de expresión para la intelectualidad catalana refugiada en la «zona nacional» durante la guerra civil española. El nombre del semanario hace referencia a la frase de José Antonio Primo de Rivera «España, unidad de destino en lo universal».
Acabada la guerra, Josep Vergés e Ignacio Agustí, con el apoyo de Juan Ramón Masoliver, reanudaron la publicación de la revista ya desde Barcelona y, a comienzos de 1940, se incorporó Josep Pla. En esta segunda etapa, la revista se viró a posiciones más liberales y afines con la burguesía catalana, sufriendo la censura franquista. Su cierre definitivo tendría lugar en 1980, no sin antes pasar a manos de un grupo liderado por Jordi Pujol. Pujol habría adquirido el prestigioso semanario con el objetivo de convertirlo en un órgano de expresión personal. Sin embargo, bajo su control Destino se hundió y terminaría desapareciendo.

## Colaboradores
Aunque sin duda fue Pla su principal activo, pues publicó sin falta durante treinta y seis años, por sus páginas desfilaron durante sus cuatro décadas de existencia los principales escritores e intelectuales de la llamada «tercera España» posibilista, no exiliada pero tampoco franquista. Entre otros, dio cobijo a Jaume Vicens Vives, Julio Coll, Álvaro Ruibal, Augusto Assía, Azorín, Néstor Luján, Santiago Nadal, César González-Ruano, Joan Estelrich, Sebastià Gasch, Manuel del Arco, Manuel Brunet, Joan Teixidor, Antonio Vilanova, Juan Eduardo Cirlot, Sempronio, Joan de Sagarra, Gaspar Sabater, Enrique Badosa, Camilo José Cela, José Jiménez Lozano, Carles Soldevila, Miguel Delibes, Joan Fuster, Ana María Matute, Joan Perucho, Álvaro Cunqueiro, Baltasar Porcel, Manuel Jiménez de Parga, Juan Goytisolo, Josep Melià, Pere Gimferrer, Eugenio Trías, Pedro J. Ramírez y Francisco Umbral.